# 楊守珍
楊守珍（?—?），字仲寶，開封祥符人。
入京擔任內黃門，學習書史，又學兵家方略。善於射箭，有家僮走過堂下，楊守珍射出一箭貫其髻，大家都佩服。被朝廷選為環慶路走馬承受公事。宋真宗大中祥符八年（1015年），杨守珍巡察陕西，逮捕到不少盗賊，打算處以磔刑，被朝廷禁止。

## 延伸阅读
[在维基数据编辑]
 《宋史·卷467》，出自脱脱《宋史》